# Apalcillina
L'apalcillina (nella fase sperimentale conosciuta con la sigla PC-904) è un antibiotico semisintetico derivato dalla penicillina e appartenente alla famiglia delle ureidopenicilline.

## Farmacodinamica
L'apalcillina si è dimostrata efficace nei confronti di diversi batteri Gram positivi e Gram negativi, compresi molti batteri resistenti a diversi antibiotici. 
In particolare lo spettro di attività antibatterica è molto simile a quello della piperacillina, con un'aumentata efficacia nei confronti di diversi enterobatteri, Acinetobacter, Pseudomonas aeruginosa, Klebsiella pneumoniae, Proteus spp. (Proteus mirabilis, Proteus vulgaris, Proteus morganii), Shigella dysenteriae, Bacteroides fragilis.
Come altre penicilline, l'apalcillina non è efficace contro le specie che producono β-lattamasi, quali gli stafilococchi, i batteri appartenenti al genere Haemophilus e Neisseria gonorrhoeae.

## Farmacocinetica
Apalcillina a seguito di infusione endovenosa si distribuisce con facilità nei diversi tessuti biologici, come anche dimostrato dal volume di distribuzione che, allo steady-state appare molti più ampio del volume plasmatico e pari a circa 14-15 litri.
L'emivita plasmatica di apalcillina risulta più lunga rispetto a quella di altre penicilline antipseudomonas e si aggira sui 76 minuti. L'escrezione renale della molecola è piuttosto bassa: 18-20% in forma immodificata ed un ulteriore 18% sotto forma di metaboliti. Una quota importante della molecola viene eliminata dall'organismo attraverso la bile.
 
Apalcillina oltrepassa la barriera placentare e in caso di infezione delle meningi anche la barriera ematoencefalica.

## Usi clinici
Il farmaco trova indicazione nel trattamento delle infezioni delle vie biliari e del tratto respiratorio.

## Controindicazioni
Il farmaco è controindicato nei soggetti con ipersensibilità individuale al principio attivo, ad altre penicilline, oppure ad uno qualsiasi degli eccipienti presenti nella formulazione farmacologica.